# Wieża Bismarcka we Frankfurcie nad Odrą (Booßen)
Wieża Bismarcka we Frankfurcie nad Odrą – wieża widokowa we Frankfurcie nad Odrą, w dzielnicy Booßen.
Została wzniesiona na wzgórzu Großer Kapberg () z inicjatywy arystokratycznej rodziny Schulz. Jej uroczyste otwarcie nastąpiło około 1915.
Fundamenty wieży mają kształt kwadratu o wymiarach 4 m na 4 m. Wysokość wieży wynosi 10 m.